# 세가 마스터 시스템 게임 목록

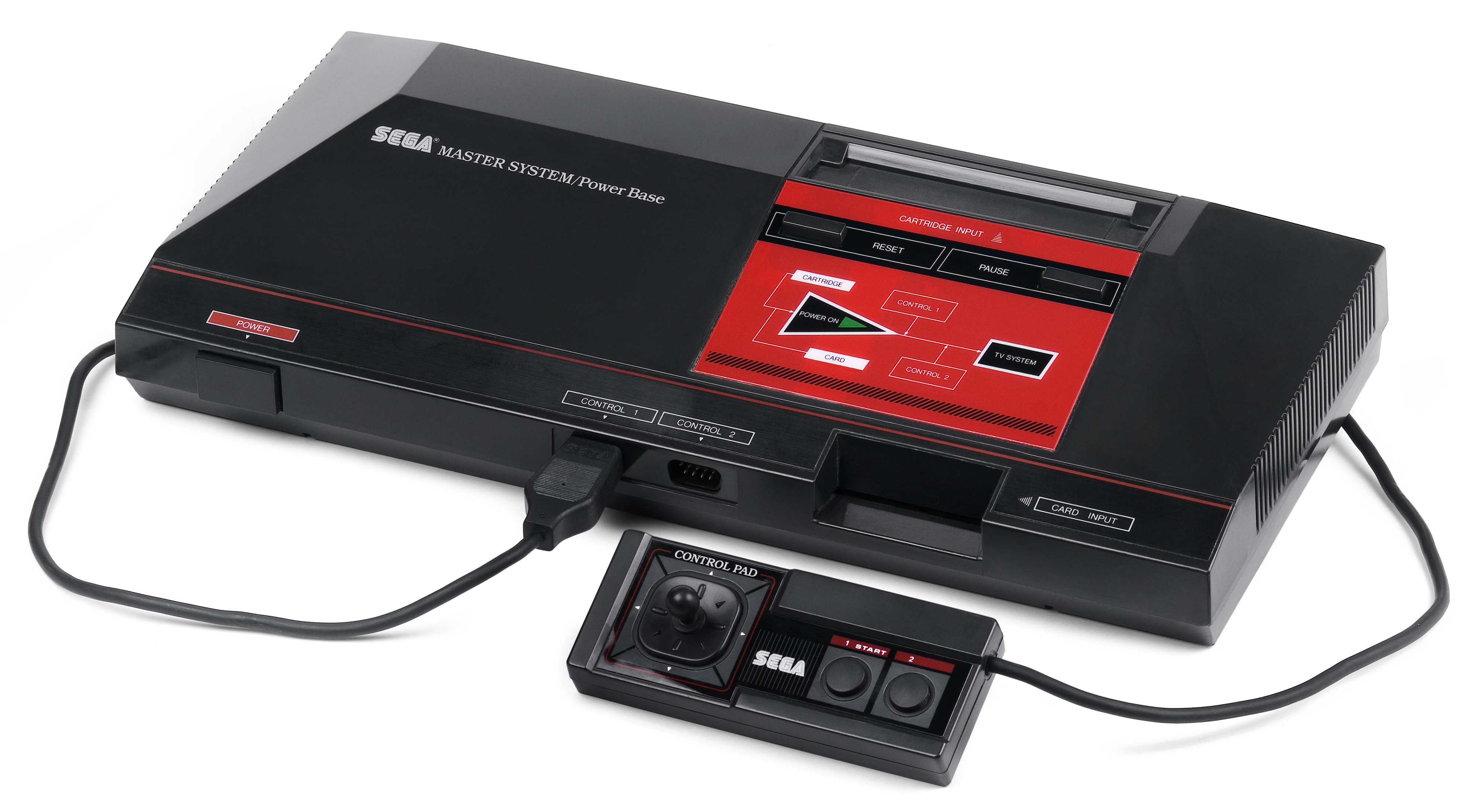
세가 마스터 시스템

이 목록은 세가에서 개발한 세가 마스터 시스템에 대한 게임 목록이다.

## 세가의 게임
- 소닉 더 헤지호그 시리즈
  - 소닉 더 헤지호그 (8비트 비디오 게임)
  - 소닉 더 헤지호그 2 (8비트 비디오 게임)
  - 소닉&테일즈
  - 소닉&테일즈 2
  - 소닉 블래스트
  - 소닉 더 헤지호그 스핀볼
- 원더 보이 (비디오 게임)
- 모나코 GP
- 플리키
- 피트폴 2
- 행온

## 세가 이외의 게임
- 버블보블(타이토)
- 스페이스 인베이더(타이토)
- 스트리트 파이터 2 대쉬(캡콤)-브라질 산.
- 큐버트(고틀리프)
- 소코반(Thinking Rabbit)
- 신입사원 토오루군(코나미)
- 봄 잭(테크모)
- 로렛타의 초상(테크모)
- 스타포스(테크모)
- 엑스리온 (테크모)
- 엘리베이터 액션(타이토)
- 로드러너 (브로더번드)
- 채큰 팝(테크모)
- 캐슬 (아스키)
- 하이퍼 스포츠 (코나미)
- 갤러그 (남코)
- 20 in 1(브라질 텍토이)
- 에일리언3제곱 (프로브 엔터테인먼트)
- 백투더 퓨처: 2,3 (미러소프트)
- 캘리포니아 게임즈 (Epyx)
- 고스트 버스터즈(액티비전)
- 뉴질랜드 스토리 (타이토)

## 한국에서 만들어진 합법 및 불법 게임
- 개구장이 까치(하이콤):합법
- 슈퍼 테트리스:불명
- 슈퍼보이 시리즈(재미나):불법
- 싸이보그 Z(재미나):합법
- 아기공룡 둘리(1991년 게임)(다우정보시스템):합법
- 원시인(재미나):불법
- 용의 전설(재미나):불법
- 장풍 시리즈(씨에코)-'장풍 2'은 불법 스트리트 파이터 2 해적판이고, '장풍 3'는 캐릭터를 추가해 넣은 합법 게임이다.